# Jurassic 5
Jurassic 5 is een Amerikaans alternatieve hiphopgroep. De groep werd opgericht in 1993 en bestaat uit de rappers Chali 2na, Akil, Zaakir en Mark 7even, aangevuld met de dj's DJ Nu-Mark en Cut Chemist.

## Geschiedenis
Jurassic 5 was een fusie tussen twee crews: Rebels of Rhythm en Unity Committee. De groep werd gevormd toen beide groepen optraden op een open podium in het Good Life Café in Los Angeles, naast gevestigde crews als de Freestyle Fellowship en Abstract Rude.
De eerste uitgave van Jurassic 5 kwam pas vier jaar na de oprichting uit: in 1997 brachten ze de Jurassic 5 EP uit. De ep werd goed ontvangen en de groep maakte naam in de alternatieve hiphopwereld, naast artiesten als Company Flow, Black Star en Kool Keith. Het eerste album van de band bevatte het materiaal van deze eerste ep, aangevuld met nieuwe nummers. Het album verscheen in december 1998 onder de titel Jurassic 5 LP. De sound van de groep werd vergeleken met old-skool hiphop-acts als De La Soul, de Jungle Brothers en A Tribe Called Quest. De single Concrete Schoolyard bereikte nummer 35 in de VS, in november 1998.
In 1999 tekende Jurassic 5 een contract met Interscope Records, waarbij de Jurassic 5 EP opnieuw werd uitgegeven, opgevolg door hun tweede - en tevens eerste bij een groot label - album, getiteld Quality Control.
Het derde album, getiteld Power in Numbers, kwam in 2003 uit, gevolgd door een tournee met het Lollapaloozafestival.
Dj Cut Chemist was toen al uit de groep gestapt om een solocarrière op te bouwen, maar toerde nog een keer met de groep. De overige vijf leden van de Jurassic 5 brachten op 25 juli 2006 hun vierde album uit: Feedback. Het nummer In The House werd gebruikt in het videospel NBA Live '06.
In februari 2007 ging de groep om muzikale meningsverschillen uit elkaar. Zaakir en Mark 7even vormden later de groep Portable Payback, Akil richtte L.A. Unified Skill District op.
In de zomer van 2013 ging de groep in de originele bezetting weer op tournee.

## Albums
| Album met eventuele hitnotering(en) in de Nederlandse Album Top 100 | Datum van verschijnen | Datum van binnenkomst | Hoogste positie | Aantal weken | Opmerkingen |
| ------------------------------------------------------------------- | --------------------- | --------------------- | --------------- | ------------ | ----------- |
| Jurassic 5 LP                                                       | 1998                  | -                     |                 |              |             |
| Jurassic 5 EP                                                       | 1999                  | -                     |                 |              | ep          |
| Quality Control                                                     | 2000                  | -                     |                 |              |             |
| Power in Numbers                                                    | 2002                  | -                     |                 |              |             |
| Feedback                                                            | 2006                  | -                     |                 |              |             |
| J5 (deluxe edition)                                                 | 2008                  | -                     |                 |              |             |